# Toni Tapalović
Toni Tapalović (* 10. října 1980 Gelsenkirchen) je chorvatský trenér brankářů, bývalý fotbalový brankář a mládežnický reprezentant Chorvatska. Od sezony 2011/12 do ledna 2023 působil v FC Bayern Mnichov jako trenér brankářů. Má chorvatské a německé občanství.

## Kariéra
Tapalović se narodil v Gelsenkirchenu a začal hrát fotbal ve věku pěti let ve Fortuna Gelsenkirchen, sportovním klubu z okresu Ückendorf. V roce 1990 přešel do mládeže FC Schalke 04 a v roce 1998 byl povýšen do amatérského týmu jako junior, kde hrál až do roku 2002. V roce 1999 získal profesionální smlouvu platnou do června 2001, avšak v srpnu 1999 si přivodil zranění kolene na vnitřním menisku. V roce 2002 přestoupil do VfL Bochum, kde zůstal do 28. ledna 2004. V obou bundesligových klubech zůstal jako náhradní brankář bez bundesligové zápasové praxe. V lednu 2004 přestoupil do KFC Uerdingen 05, hrající v Regionalliga Nord, kde byl do 30. června 2005 a absolvoval zde 13 ligových zápasů v obou sezónách.  Svůj první zápas odehrál 28. února 2004 (20. soutěžní kolo) při venkovní výhře 3:0 proti Holsteinu Kiel. Ve venkovních zápasech v Lübecku (0:2) a na hřišti Herthy BSC II (0:1) v dubnu 2005 byl Tapalović vystřídán na pozici útočníka asi dvacet minut před koncem zápasu, protože jeho tým neměl k dispozici žádné další hráče v poli kvůli různým zraněním.
Poté, co byl pět měsíců po ukončení angažmá v Uerdingu bez klubu, podepsal ho druholigový klub Kickers Offenbach, kde se však na hřiště nepodíval.  V roce 2006 se vrátil do FC Schalke 04 a – po odchodu Franka Rosta v lednu 2007 – se vrátil do profesionálního kádru jako záložní brankář. Ve třech sezónách odehrál 21 ligových zápasů za rezervní tým. Po jednom roce bez angažmá se připojil k rezervě 1. FSV Mainz 05, za kterou absolvoval pět ligových zápasů v krajské lize čtvrté třídy. V říjnu 2010 si při přátelském utkání přetrhl zkřížený vaz a natrhl středový vaz a musel tak půl roku zůstat mimo trávníky, což ho přimělo k ukončení aktivní brankářské kariéry.
Od sezony 2011/12 byl zaměstnán jako trenér brankářů Bayernu Mnichov a trénoval mj. Manuela Neuera (kterého znal ze společného působení v Gelsenkirchenu a kterého trénoval již v Schalke 04 v juniorské divizi i jako brankářského kolegu), stejně jako Svena Ulreicha. Neuer o Tapalovićovi v roce 2013 v rozhovoru pro časopis 11Freunde řekl: „Brankářem, kterým jsem dnes, je také zásluhou Toniho Tapaloviče. Pomohl mi v osobním rozvoji“. V letech 2013 až 2016 byl, díky svým brankářským výkonům pod Tapalovićem, čtyřikrát po sobě zvolen do sestavy organizace FIFA FIFPro World XI. 
Dne 23. ledna 2023 byl z Bayernu s okamžitou platností propuštěn. Sportovní ředitel Hasan Salihamidžić uvedl jako důvod propuštění „rozdíly ve způsobu vzájemné spolupráce“.  

## Úspěchy
jako hráč
- vítěz německého poháru 2001, 2002

jako trenér brankářů
- Vítěz mistrovství světa klubů FIFA 2013
- Vítěz Ligy mistrů UEFA 2013, 2020
- Vítěz Superpoháru UEFA 2013, 2020
- Bundesliga 2013, 2014, 2015, 2016, 2017, 2018, 2019, 2020
- Vítěz DFL Supercupu 2012, 2016, 2017, 2018, 2020
- Vítěz poháru DFB 2013, 2014, 2016, 2019, 2020

## Zajímavosti
Toni Tapalović je mladším bratrem bývalého chorvatského reprezentanta Filipa Tapaloviće.